# Moravský královský tribunál
Moravský královský tribunál (případně Moravský zemský tribunál) neboli královský úřad zemského hejtmanství (německy Königliches Tribunal in Mähren, Königliches Amt der Landeshauptmannschaft) byl kolegiátní úřad pro správu Moravského markrabství v pobělohorské době. Obdobou v Čechách byl sbor místodržících (místodržitelská kancelář) a ve Slezsku vrchní úřad (Oberamt) ve Vratislavi.

## Vznik, sídlo a kompetence
Tribunál byl zřízen po smrti kardinála Františka z Ditrichštejna (1570–1636) 13. prosince 1636, kdy císař Ferdinand II. (markrabětem moravským v letech 1619, 1620–1637) vydal jeho zakládací instrukci. Dne 23. ledna 1637 byli slavnostně instalováni úředníci a nová instituce fakticky začala fungovat. Předsedou moravského královského tribunálu byl moravský zemský hejtman, dalšími členy byl kancléř, dva placení radové (přísedící, asesorové), dva sekretáři (český a německý) a pomocný kancelářský personál rozdělený do české a německé expedice. Vykonávání úřadu bylo placené a přísedícími byli prakticky výhradně šlechtici. Sídlo úřadu se přesunulo do Olomouce, což prosadil tehdejší moravský zemský hejtman Julius Salm z Neuburku (hejtmanem 1637–1640), nicméně od roku 1642 sídlil natrvalo v Brně, které se stalo jediným hlavním městem Moravského markrabství a kam se také přestěhoval olomoucký zemský soud a zemské desky. Hejtman rozhodoval spolu s kancléřem a přísedícími většinovým principem na společných zasedáních, která se obvykle konala čtyřikrát týdně. Záměrem zřízení úřadu bylo omezení pravomocí zemského soudu a tím i oslabení moci stavů, proto do agendy úřadu patřily nejen záležitosti politické, vojenské, kontribuční, ale také již zmíněné soudní. Konkrétně se jednalo o mimořádné (neboli sumární procesy), které bylo možné rozsoudit bez dlouhého vyšetřování a většinou i bez svědeckých výpovědí. Zemský soud však nadále projednával řádné procesy včetně přesunu práv k pozemkově držbě. Soudní agenda byla nakonec pro moravský královský tribunál pouze marginální, těžiště činnosti byla politická správa. V roce 1664 byla vydána instrukce, která zmiňuje soudní záležitosti až na posledním místě.   

## Rozšíření v roce 1726
Karel VI. (markrabětem moravským 1711–1740) včlenil v roce 1726 do úřadu i zbylé nejvyšší zemské úředníky. Vedle moravského zemského hejtmana tak v úřadě působili také nejvyšší zemský komorník, nejvyšší zemský sudí, hofrychtéř, nejvyšší zemský podkomoří a nejvyšší zemský písař. V roce 1727 byla vydána nová instrukce. Pro urychlení vyřizování agendy byly zřízeny dva senáty - menší a větší (minor a maior). Větší senát vyřizoval závažnější věci v plénu. Menší senát se skládal z předsedy z panského stavu a tří až čtyř dalších přísedících a jednoho sekretáře. Měl příliš úzkou kompetenci. Jeho úkolem bylo projednávat běžnou soudní agendu související s přípravným řízením. Kvůli pojmenování menší mu nechtěli předsedat nejvyšší zemští úředníci. Nedostatek minimálního počtu radů schopných usnášení způsobil, že se oba senáty nemohly pravidelně dvakrát týdně scházet. Tyto tři problémy vedly k vydání další instrukce v roce 1739, podle které došlo k přejmenování senátů na politický (senatus publicorum) a soudní senát (senatus judicialis). Zásadní změnou bylo, že už se záležitosti neprojednávaly v plénu. Rozhodování v plénu se napříště omezilo jen na opravdu nejzávažnější věci. 

## Tereziánské a josefínské reformy
Po tereziánských reformách zůstala královskému tribunálu jen soudní agenda. Politickou a komorní správu převzaly královské deputace (1748) a jejich následovník Královská reprezentace a komora na Moravě (1749). V roce 1753 byl soud rozšířen o dva rady a začal fungovat jako apelační soud v Brně. Prezidentem apelačního soudu byl moravský zemský hejtman, od roku 1790 měl soud vlastního prezidenta, většinou nejvyššího komorníka, zastupoval ho viceprezident, dále tam pracovalo 9 radů a nižší personál. Od roku 1783 byl odvolacím soudem nejen pro Moravu, ale i pro Slezsko. Apelační soud působil do 30. dubna 1850, kdy byl nahrazen vrchním zemským soudem v Brně. 